# Supercopa de Francia 2011
El Trophée des Champions 2011 o Supercopa de Francia de 2011, se disputó el 27 de julio de 2011 entre el ganador de la Ligue 1 de la temporada anterior 2010/2011, el Lille OSC, y el subcampeón de la misma competición, el Olympique de Marseille. Por tercera vez consecutiva, la competición se disputó fuera de Francia, en el Grande Stade de Tánger, en Marruecos. El Marsella, de Didier Deschamps, ganó su segundo trofeo consecutivo tras vencer al Lille por 5-4 en un partido intenso donde se marcaron tres goles en los últimos cinco minutos.

## Partido

### Detalles
| 27 de julio de 2011, 20:45 CEST | Lille                                          | 4:5 (1:0) | Olympique de Marsella                       | Stade de Tanger, Tánger,                                                   |                                                                            |
|                                 | Balmont 9' · Hazard 57' · Sow 72' · Baša 90+2' | Reporte   | Ayew 71' 90+1' 90+5' · Morel 85' · Rémy 87' | Asistencia: 33.767 espectadores Árbitro(s): Bouchaïb El Ahrach (Marruecos) | Asistencia: 33.767 espectadores Árbitro(s): Bouchaïb El Ahrach (Marruecos) |

|  |  |

| Equipo de árbitros - Árbitros asistentes: - Redouane Achik (Marruecos) - Abdelaziz El Mehraji (Marruecos) - Cuarto árbitro: Abdellah Boulifa (Marruecos) - Delegado principal: Arnaud Rouger | Reglas del partido - 90 minutos. - Tanda de penaltis en caso de empate tras los 90 minutos. - Tres cambios por equipo permitidos como máximo. |